# 狄利克雷环形山
狄利克雷环形山(Dirichlet)是月球背面赤道区北部一座大型撞击坑，约形成于晚雨海世，其名称取自德国数学家约翰·彼得·古斯塔夫·勒热纳·狄利克雷(1805年-1859年)，1970年被国际天文联合会正式批准接受。

## 描述

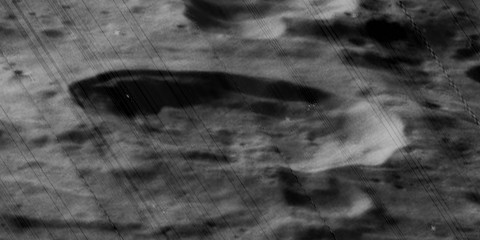
月球轨道器5号拍摄的斜视图

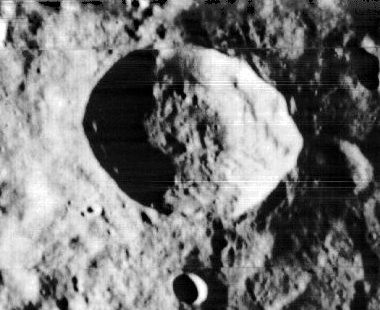
月球轨道器1号拍摄的斜视图

该陨坑北邻亨涅伊环形山；东接阿提密夫环形山、灿德尔环形山坐落在它的东南偏南；西南横亘着恩格尔伽特陨石坑；南面，靠近狄利克雷环形山附近有一座高反照率的无名小陨坑该环形山的中心月面坐标为10°35′N 152°03′W / 10.58°N 152.05°W，直径47.24公里，
深度2.3公里。
该环形山外观接近圆形，东侧略微外突，磨损不太明显。陨坑壁沿较尖峭，内侧壁可见到阶地状结构的痕迹，内壁塌落的岩石沿坡底形成了一圈岩屑堆。坑壁平均高出周边地形1100米，内部容积约1700公里³。坑底表面丘陵起伏，崎岖不平，但内部没有中央峰。
狄利克雷环形山位于狄利克雷-杰克逊盆地东侧。

## 卫星陨石坑

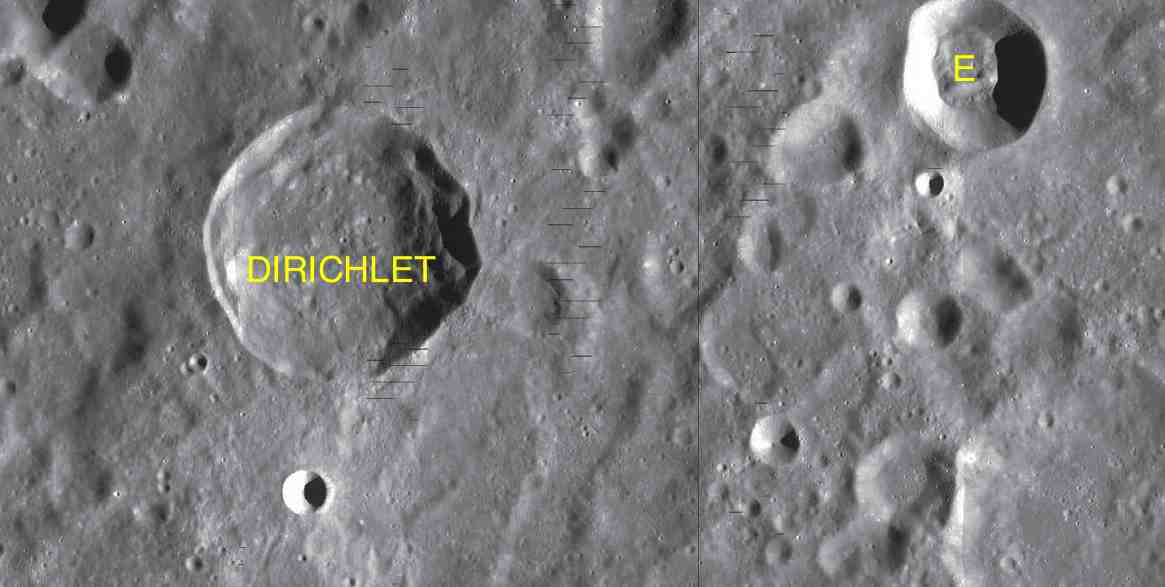
LAC-69与LAC-70拼接图

按惯例，最靠近狄利克雷环形山的卫星坑在月图上以字母标注在该坑中心点的旁边。
| 狄利克雷 | 纬度    | 经度     | 直径    |
| -------- | ------- | -------- | ------- |
| E        | 12.2° N | 147.8° W | 26 公里 |